# Charles Lindbergh
Charles Augustus Lindbergh (Detroit, 4 febbraio 1902 – Kipahulu, 26 agosto 1974) è stato un aviatore statunitense.

## Biografia

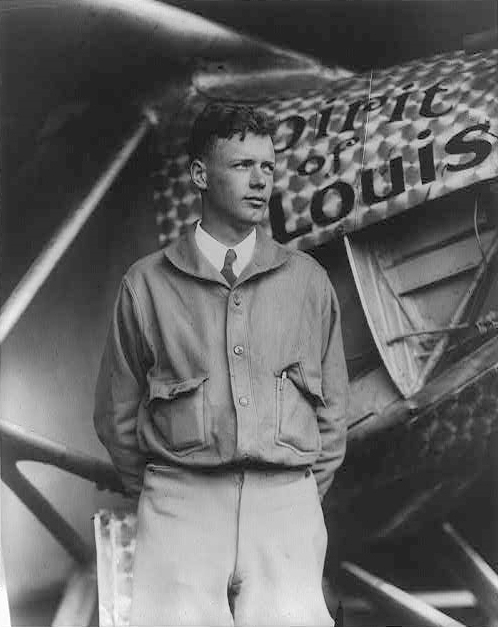
Lindbergh in tenuta da aviatore

Era figlio di immigrati svedesi: il padre, Charles A. Lindbergh, figlio di Ola e di Luisa Manson, era nato a Stoccolma (Svezia) nel 1860 e trasferitosi in America con in genitori in tenera età si laureò in legge all'Università di Ann Arbor in Michigan. Al momento della nascita di Charles esercitava a Little-Falls in Minnesota. Successivamente divenne membro del Congresso degli Stati Uniti e forte oppositore dell'intervento degli Stati Uniti nella prima guerra mondiale.
La madre era nata a Detroit (Michigan), con genitori e nonni di origine inglese, francese e irlandese; laureata all'Università del Michigan e alla Columbia University di New York, divenne insegnante di chimica. Suo padre, il nonno materno di Charles, il dottor Charles H. Land, canadese figlio di immigrati inglesi, era dentista ed inventore, titolare di un gran numero di brevetti per dentiere di oro e smalto, e venne più tardi conosciuto come "il padre dell'arte della porcellana dentaria".
Charles vide il primo aeroplano nei pressi di Washington nel 1912, e ne rimase affascinato. Nel marzo 1922 si iscrisse come allievo aviatore alla Nebraska Air Craft Corporation a Lincoln. In questa città volò, come passeggero, il 9 aprile 1922 su un apparecchio locale pilotato da Otto Timm. Alla fine del maggio di quell'anno aveva ricevuto otto ore di istruzione (cinquecento dollari pagati per il corso). Per fare pratica accettò di accompagnare come meccanico e aiutante l'aviatore E. S. Bahl che nel Nebraska sud-orientale faceva brevi voli a pagamento. Per attirare il pubblico passavano a bassa quota sui centri abitati, con Lindbergh che passeggiava su un'ala del velivolo. Fece esperienze con i primi paracadute e continuò ad esibirsi con altri piloti come paracadutista e acrobata sulle ali in diversi Stati in occasione di fiere e adunanze, ove essi offrivano al pubblico entusiasta giri in aeroplano a pagamento.  Nel 1924 fu ammesso al corso di pilota dell'aviazione dell'esercito e l'anno dopo fu uno dei 18 su 104 cadetti a diplomarsi, guadagnando così le ali di pilota, con il grado di secondo tenente. Scelse di essere istruttore di volo nell'aviazione civile e fu posto nella riserva, in uno squadrone aereo della Guardia nazionale del Missouri, dove nel 1926 raggiunse il grado di capitano. Nell'aprile 1926 entrò nel servizio aereo postale statunitense, dove inaugurò alcune nuove rotte.

### La prima trasvolata atlantica in solitaria
Il 20 e 21 maggio 1927 Lindbergh compì la prima traversata aerea dell'Oceano Atlantico in solitaria e senza scalo (gli aviatori britannici John Alcock ed Arthur Whitten Brown avevano già effettuato nel 1919 la traversata senza scalo dell'Oceano Atlantico, tra l'altro in minor tempo, avendo percorso una tratta molto più breve tra l'estremità orientale della costa canadese e quella occidentale dell'Irlanda, ma non in solitaria). Partito alle 7:52 del 20 maggio dal Roosevelt Field, vicino a New York, Lindbergh arrivò alle 22:00 del 21 maggio, dopo 33 ore e 32 minuti, al Champs de Le Bourget, nei pressi di Parigi, a bordo del monoplano leggero, battezzato Spirit of St. Louis. Dovendo ridurre al minimo i pesi dell'aereo, aveva rinunciato alla radio ricetrasmittente per un thermos di caffè. In quanto massone, Lindbergh portò con sé in volo la bandiera della sua Loggia, "Keystone Lodge N. 243", Saint‑Louis, Missouri.
Quella straordinaria impresa, compiuta agli albori dell'aviazione, gli procurò prestigiosi riconoscimenti. Il presidente Calvin Coolidge gli concesse la Distinguished Flying Cross e lo nominò colonnello della riserva dell'aviazione degli Stati Uniti. Il governo francese gli conferì invece la Legion d'onore. Nello stesso anno, Lindbergh fu eletto dal Time «Man of the Year».

### Il rapimento del figlio Charles Jr.

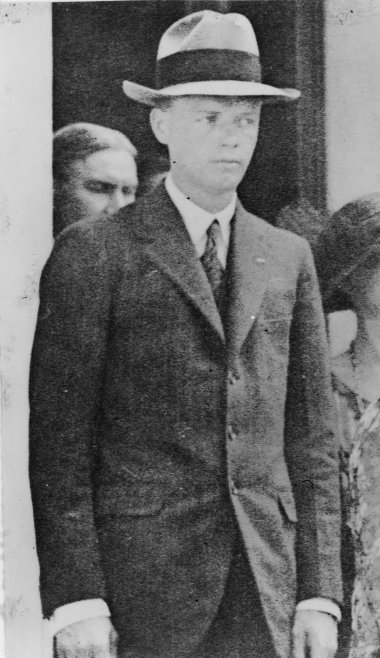
Un'altra foto di Lindbergh

Il nome di Lindbergh è legato anche alla triste vicenda del rapimento e dell'uccisione del figlioletto Charles August, uno dei primi casi di rapimento a risonanza internazionale. Il piccolo, di due anni, fu rapito il 1º marzo 1932 dall'abitazione di campagna dei Lindbergh, nel paese della moglie. Sebbene fosse stato pagato il riscatto, il piccolo non fu restituito e fu ritrovato morto il 12 maggio a Hopewell, una località del New Jersey a poche miglia di distanza da casa Lindbergh.
Del rapimento di "Baby Lindbergh" fu accusato Bruno Hauptmann, un immigrato tedesco, carpentiere ed ex detenuto, processato tre anni più tardi. Malgrado si fosse sempre proclamato innocente, Hauptmann fu giustiziato sulla sedia elettrica il 3 aprile 1936. Per difendere la propria privacy, nel dicembre del 1935 i Lindbergh si trasferirono in Europa con i loro due bambini piccoli e, fino alla primavera del 1939 risiedettero principalmente in Inghilterra.

### Le simpatie per il nazionalsocialismo
Su invito dell'esercito americano, Lindbergh si recò in Germania per raccogliere informazioni sugli sviluppi dell'aviazione nazista; a tale scopo compì ripetute visite fra il 1936 ed il 1939. Assistette alle Olimpiadi di Berlino del 1936, alla presenza di Adolf Hitler e più tardi scrisse di Hitler: «È sicuramente un grand'uomo, e credo che abbia fatto molto per il popolo tedesco».
Nell'ottobre del 1938, durante una cena all'ambasciata americana di Berlino, per ordine del Führer, il Maresciallo dell'aria Hermann Göring offrì a Lindbergh la Croce di Servizio dell'Ordine dell'Aquila tedesca (un medaglione d'oro con quattro piccole svastiche), concesso agli stranieri per servizi prestati al Terzo Reich. Nel 1939 Lindbergh, di ritorno negli Stati Uniti, entrò in servizio attivo come colonnello nell'aviazione militare americana.
Nella primavera del 1940, alla Yale University, fu fondato l'America First Committee — di cui Lindbergh fu il portavoce e che arrivò ad avere più di 800 000 iscritti paganti, tra cui anche i giovani futuri presidenti John Fitzgerald Kennedy e Gerald Ford — per contrastare la linea interventista di Franklin Delano Roosevelt e promuovere l'isolazionismo; in ottobre Lindbergh, sempre a Yale, parlò a tremila persone, chiedendo che gli Stati Uniti riconoscessero "le nuove potenze europee" e dichiarando che "la razza ebraica" era tra coloro che con più forza ed efficacia spingevano gli Stati Uniti, "per ragioni che non sono americane", verso l'intervento nella guerra. La moglie Anne Morrow Lindbergh pubblicò il suo terzo libro, The Wave of the Future, definito dall'allora Segretario degli Interni Harold L. Ickes "la Bibbia di ogni nazista americano".
Durante il suo viaggio in Germania Lindbergh aveva ammirato la potenza militare e l'organizzazione tecnologica dell'aviazione tedesca, vedendo nel Terzo Reich il vero baluardo contro il comunismo di Stalin. Si batté affinché gli Stati Uniti restassero neutrali nella seconda guerra mondiale anche quando furono chiari i propositi di Hitler, e accusò gli ebrei di aver portato l'Europa nel conflitto e di esserne una delle cause. Invitato da Roosevelt a restituire la decorazione nazista, rifiutò, definendola «una inutile offesa alla leadership tedesca». Il presidente quindi mise in dubbio apertamente la sua lealtà e Lindbergh presentò al Ministro della Guerra le dimissioni da colonnello pilota.

### Nella seconda guerra mondiale
Lindbergh si spese ulteriormente in varie conferenze e prese di posizione pubbliche contro l'intervento statunitense nella guerra europea fino al dicembre del 1941, quando, in seguito all'attacco giapponese a Pearl Harbor, gli Stati Uniti dichiararono guerra all'Impero giapponese. Pochi giorni dopo, la Germania dichiarò guerra agli Stati Uniti, seguita dall'Italia. Nel gennaio del 1942 Lindbergh si recò a Washington per cercare di farsi reinserire nell'aeronautica militare, ma l'amministrazione americana e la stampa l'osteggiarono e Roosevelt inizialmente oppose il suo netto rifiuto. Fallirono anche diversi tentativi di trovare lavoro nell'industria aeronautica fino alla primavera del 1942, quando, con l'approvazione del governo, diventò consulente al programma di sviluppo dei bombardieri della Ford.
Nel 1943 divenne istruttore dei piloti del Vought F4U Corsair dell'Aviazione di Marina e nel 1944, dopo un periodo di lavoro in Florida per collaudare diversi tipi di nuovi aerei, tra cui il bombardiere B-29 Superfortress della Boeing, ricevette il permesso di recarsi nell'Oceano Pacifico per studiare i Corsair in azione. Passato a consulente sul campo per i Lockheed P-38 Lightning, sviluppò nuove tecniche di pilotaggio per il volo su lunghe distanze; iniziò quindi con questi a svolgere missioni di combattimento e bombardamento contro obiettivi giapponesi di base in Nuova Guinea. Partecipò a 50 missioni ed abbatté un aereo da attacco giapponese del tipo Ki 51 Sonia.

### Nel dopoguerra
Alla fine della guerra riprese il lavoro al programma di sviluppo dei caccia per la United Aircraft.
Nel 1954 il suo libro The Spirit of St. Louis ebbe il Premio Pulitzer per la biografia e autobiografia. Sempre quell'anno, su raccomandazione del presidente Dwight D. Eisenhower, Lindbergh fu nominato generale di brigata nella riserva dell'U.S. Air Force.
Nel 1967 fu inserito nella National Aviation Hall of Fame. Lindbergh morì nel 1974 e fu sepolto nel cimitero di Kipahulu, sull'isola di Maui, Hawaii.

## Influenza culturale di Lindbergh
Dopo l'epica trasvolata atlantica, Lindbergh divenne una delle maggiori celebrità della prima metà del Novecento, tra i primi a essere esposto al bagliore inesorabile dei moderni mass media. Il suo nome e il suo volto apparvero sugli schermi dei film, in radio, nei libri, sui giornali, riviste e quotidiani, trasformandolo in un'icona nazionale degli USA, emblema della modernità e apostolo dei valori tradizionali. Il rapimento e l'uccisione del piccolo Lindbergh, che avvennero durante gli anni della Grande depressione, suscitarono un enorme impatto internazionale. Quando in Europa scoppiò la guerra, egli usò la propria celebrità per promuovere in appassionati discorsi la causa dell'isolazionismo contro ogni coinvolgimento degli USA, incoraggiando a suo rischio e pericolo tensioni sociali e politiche.

### Letteratura
- Agatha Christie traspose la crudele vicenda del rapimento e assassinio del figlio di Lindbergh nel celeberrimo romanzo poliziesco Assassinio sull'Orient Express. Qui, l'assassinio di una bambina rapita, Daisy Armstrong, trova giustizia nell'uccisione rituale del misterioso Mister Ratchett, alias dell'italiano Cassetti, reo del nefando delitto. A risolvere il caso è Hercule Poirot.
- Lo scrittore statunitense Philip Roth pubblicò nel 2004 il suo romanzo Il complotto contro l'America che presenta come centrale la figura di Lindbergh. Nel romanzo è ipotizzata una storia alternativa (o ucronica), in cui l'aviatore si candida alla presidenza degli USA nel 1940 e sconfigge il presidente in carica Franklin Delano Roosevelt. Dietro un programma isolazionista di facciata - a quel tempo approvato dalla maggioranza degli americani - il leader Lindbergh porta avanti un'alleanza con la Germania nazista di Adolf Hitler e con il Giappone. Dallo stesso romanzo è stata tratta una miniserie televisiva, Il complotto contro l'America (2020).

### Cinema
- All'inizio de L'aereo impazzito (1928), si può vedere Topolino che cerca di pettinarsi i capelli in modo da assomigliare a Charles (nel cortometraggio chiamato semplicemente "Lindy"). Questa scena segna anche la prima apparizione sul grande schermo del celebre topo (escludendo i titoli di testa, dove appare insieme a Minni).
- L'exploit transoceanico di Lindbergh è stato raccontato nel film L'aquila solitaria (The Spirit of St. Louis, 1957), diretto da Billy Wilder e con James Stewart nella parte del protagonista.
- Il rapimento del piccolo Lindbergh ispirò il film Il caso Lindbergh (The Lindbergh Kidnapping Case, 1976), diretto da Buzz Kulik e interpretato da Cliff De Young, Anthony Hopkins, Joseph Cotten, Martin Balsam, Tony Roberts.
- Dal romanzo di Agatha Christie fu tratto il film omonimo Assassinio sull'Orient Express.
- Il rapimento dell'infante viene inoltre marginalmente trattato nel film J. Edgar (2011), diretto da Clint Eastwood ed interpretato da Leonardo DiCaprio, Armie Hammer, Naomi Watts, Ed Westwick.
- Nella serie TV Timeless, nell'episodio 14 della prima stagione, si parla della sua storia.
- È uno dei personaggi della serie TV della HBO Il complotto contro l'America.
- Il processo contro il presunto colpevole del rapimento del figlio Charles Jr. (il tedesco Bruno Hauptmann) fu ricostruito nella serie televisiva italiana della RAI Processi a porte aperte, nel 1968 (La tragedia Hopewell).[7]

### Musica
- Il ragazzo del cielo (Lindbergh) è il titolo di una canzone dei Pooh, contenuta nell'album Boomerang del 1978 e dedicata alla famosa impresa. Il brano comincia in un'atmosfera onirica, con un immaginario dialogo notturno tra Lindbergh e la luna in cui l'aviatore racconta alla luna la sua missione e la prega di aiutarlo a non addormentarsi; nella seconda parte, molto più ritmata, si racconta il compimento dell'impresa, con l'arrivo, all'alba, in Francia. Il brano si conclude con la luna che sorride per l'esito dell'impresa del "ragazzo del cielo".
- Lindbergh - Lettere da sopra la pioggia è un album musicale di Ivano Fossati, uscito nel 1992 e contenente tra le altre la canzone Lindbergh.
- In onore alla sua impresa, nel 1928 il ballerino Shorty Snowden battezzò dei nuovi passi di una nuova famosissima danza jazz con il nome Lindy Hop (salto di Lindbergh).
- Il brano All That Jazz scritto da John Kander e Fred Ebb per il musical Chicago contiene un riferimento a Lucky Lindy.
- Nel 1929 Bertolt Brecht pubblicò  Der Lindberghflug (il volo di Lindbergh), un radiodramma didattico che venne trasmesso alla radio con musiche di Paul Hindemith e Kurt Weill, con l'Orchestra sinfonica della Radio di Francoforte diretta da Hermann Scherchen. Successivamente Weill sostituì le parti scritte da Hindemith con musiche proprie; la nuova versione fu diretta a Berlino da Otto Klemperer, sempre nel 1929. Nel dicembre del 1949, a causa delle simpatie naziste di Lindbergh e del suo attivismo per ostacolare l'entrata in guerra degli USA, Brecht rimosse il nome di Lindbergh dal testo e dal titolo, che fu cambiato in Der Ozeanflug (il volo oceanico). Con una lettera datata 3 gennaio 1950, Brecht indicava le sostituzioni da apportare al testo e pubblicava un prologo da recitare anche nelle successive rappresentazioni.

## Opere
- New-York Parigi senza scalo. La vita straordinaria e l'ardimento atlantico del "Pazzo Volante". Suoi pronostici sull'avvenire dell'aviazione, Milano, Mondadori, 1928,  p. 242.
- Spirit of St. Louis. La prima trasvolata atlantica, traduzione di Bruno Jappelli, Collana Nuova Atlantide n.3, Torino, Einaudi, 1955,  p. 460. - Collana Gli struzzi n.65, Einaudi, 1974.